# 4 × 400 meter stafett för herrar i friidrott vid olympiska sommarspelen 1996
4 × 400 meter stafett för herrar vid olympiska sommarspelen 1996 i Atlanta avgjordes 2–3 augusti. 

## Medaljörer
| Gren          | Guld                                                                                | Guld    | Silver | Silver  | Brons | Brons   |
| 4 x 400 meter | USA · LaMont Smith · Alvin Harrison · Derek Mills · Anthuan Maybank · Jason Rouser* | 2.55,99 | Storbritannien · Iwan Thomas · Jamie Baulch · Mark Richardson · Roger Black · Mark Hylton* · Du'aine Ladejo* | 2.56,60 | Jamaica · Michael McDonald · Greg Haughton · Roxbert Martin · Davian Clarke · Dennis Blake* · Garth Robinson* | 2.59,42 |

## Resultat

### Final
| Placering | Land           | Idrottare                                                                | Final        | Bana |
| --------- | -------------- | ------------------------------------------------------------------------ | ------------ | ---- |
|           | USA            | • Lamont Smith • Alvin Harrison • Derek Mills • Anthuan Maybank          | 2.55,99      | 5    |
|           | Storbritannien | • Iwan Thomas • Jamie Baulch • Mark Richardson • Roger Black             | 2.56,60      | 6    |
|           | Jamaica        | • Michael McDonald • Roxbert Martin • Gregory Haughton • Davian Clarke   | 2.59,42      | 4    |
| 4.        | Senegal        | • Moustapha Diarra • Aboubakry Dia • Hachim Ndiaye • Ibou Faye           | 3.00,64 (NR) | 3    |
| 5.        | Japan          | • Shunji Karube • Koji Ito • Jun Osakada • Shigekazu Omori               | 3.00,76      | 7    |
| 6.        | Polen          | • Piotr Rysiukiewicz • Tomasz Jędrusik • Piotr Haczek • Robert Maćkowiak | 3.00,96      | 4    |
| 7.        | Bahamas        | • Carl Oliver • Troy McIntosh • Dennis Darling • Timothy Munnings        | 3.02,71      | 2    |
| 8.        | Kenya          | • Samson Kitur • Samson Yego • Simon Kemboi • Julius Chepkwony           | DNS          | 1    |

### Icke-kvalificerade
| Placering | Land                           | Idrottare                                                                       | Semi    | Försök  |
| --------- | ------------------------------ | ------------------------------------------------------------------------------- | ------- | ------- |
| —         | Italien                        | • Fabrizio Mori • Alessandro Aimar • Andrea Nuti • Ashraf Saber                 | 3.02,56 | 3.03,60 |
| —         | Sydafrika                      | • Alfred Visagie • Arnaud Malherbe • Hendrik Mokganyetsi • Bobang Phiri         | 3:02.96 | 3:03.79 |
| —         | Brasilien                      | • Sanderlei Parrela • Valdinei da Silva • Everson Teixeira • Eronilde de Araujo | 3:03.46 | 3:02.51 |
| —         | Australien                     | • Mark Ladbrook • Michael Joubert • Paul Greene • Cameron MacKenzie             | 3:04.55 | 3:03.73 |
| —         | Schweiz                        | • Laurent Clerc • Kevin Widmer • Alain Rohr • Mathias Rusterholz                | 3:05.36 | 3:03.05 |
| —         | Ryssland                       | • Innokentij Zjarov • Michail Vdovin • Ruslan Masjtjenko • Dmitrij Kosov        | 3:05.63 | 3:04.73 |
| —         | Saudiarabien                   | • Saleh al-Saydan • Mohammed al-Beshi • Hashim al-Sharfa • Hadi Somayli         | 3:07.18 | 3:04.67 |
| —         | Nigeria                        | • Udeme Ekpeyong • Clement Chukwu • Ayuba Machem • Sunday Bada                  | DSQ     | 3:02.73 |
| —         | Tyskland                       | • Rico Lieder • Andreas Hein • Kai Karsten • Thomas Schönlebe                   | DNQ     | 3:05.16 |
| —         | Ghana                          | • Solomon Amegatcher • Abu Duah • Julius Sedame • Ahmed Ali                     | DNQ     | 3:05.53 |
| —         | Kuba                           | • Omar Meña • Jorge Crusellas • Georkis Vera • Roberto Hernández                | DNQ     | 3:05.75 |
| —         | Saint Vincent och Grenadinerna | • Eswort Coombs • Thomas Dickson • Eversley Linley • Erasto Sampson             | DNQ     | 3:06.52 |
| —         | Botswana                       | • Aggripa Matshameko • Keteng Baloseng • Rampa Mosweu • Johnson Kubisa          | DNQ     | 3:06.62 |
| —         | Mauritius                      | • Gilbert Hashan • Desire Pierre-Louis • Rudy Tirvengadum • Jean Milazar        | DNQ     | 3:08.17 |
| —         | Qatar                          | • Mubarak Faraj • Ali Doka • Sami al-Abdulla • Hamad al-Dosari                  | DNQ     | 3:08.25 |
| —         | Antigua och Barbuda            | • N'kosie Barnes • Michael Terry • Mitchell Browne • Howard Lindsay             | DNQ     | 3:09.46 |
| —         | Saint Lucia                    | • Dominic Johnson • Ivan Jean-Marie • Maxime Charlemagne • Max Seales           | DNQ     | 3:10.51 |
| —         | Fiji                           | • Soloveni Nakaunicina • Henry Semiti • Solomone Bole • Isireli Naikelekelevesi | DNQ     | 3:10.67 |
| —         | Sierra Leone                   | • Foday Sillah • Haroun Korjie • Frank Turay • Prince Amara                     | DNQ     | 3:11.65 |
| —         | Zimbabwe                       | • Julius Masvanise • Tawanda Chiwira • Savieri Ngidhi • Ken Harnden             | DNQ     | 3:13.35 |
| —         | Lesotho                        | • Isaac Seatile • Motlatsi Maseela • Makoekoe Mahanetsa • Mpho Morobe           | DNQ     | 3:15.67 |
| —         | Brittiska Jungfruöarna         | • Mario Todman • Steve Augustine • Greg Rhymer • Ralston Varlack                | DNQ     | 3:17.30 |
| —         | Papua Nya Guinea               | • Samuel Bai • Ivan Wakit • Amos Ali • Subul Babo                               | DNQ     | 3:19.92 |
| —         | Maldiverna                     | • Ahmed Shageef • Mohamed Amir • Naseer Ismail • Hussain Riyaz                  | DNQ     | 3:24.88 |
| —         | Gambia                         | • Dawda Jallow • Momodou Drammeh • Lamin Drammeh • Assan John                   | DNQ     | DNF     |
| —         | Grenada                        | • Richard Britton • Rufus Jones • Alleyne Francique • Clint Williams            | DNQ     | DSQ     |
| —         | Guyana                         | • Andrew Harry • Roger Gill • Lancelot Gittens • Richard Jones                  | DNQ     | DSQ     |